# Hemichaetoplia gossypiata
Hemichaetoplia gossypiata är en skalbaggsart som beskrevs av Leon Fairmaire 1881. Hemichaetoplia gossypiata ingår i släktet Hemichaetoplia och familjen Rutelidae. Inga underarter finns listade i Catalogue of Life.